# Honoré d'Estienne d'Orves

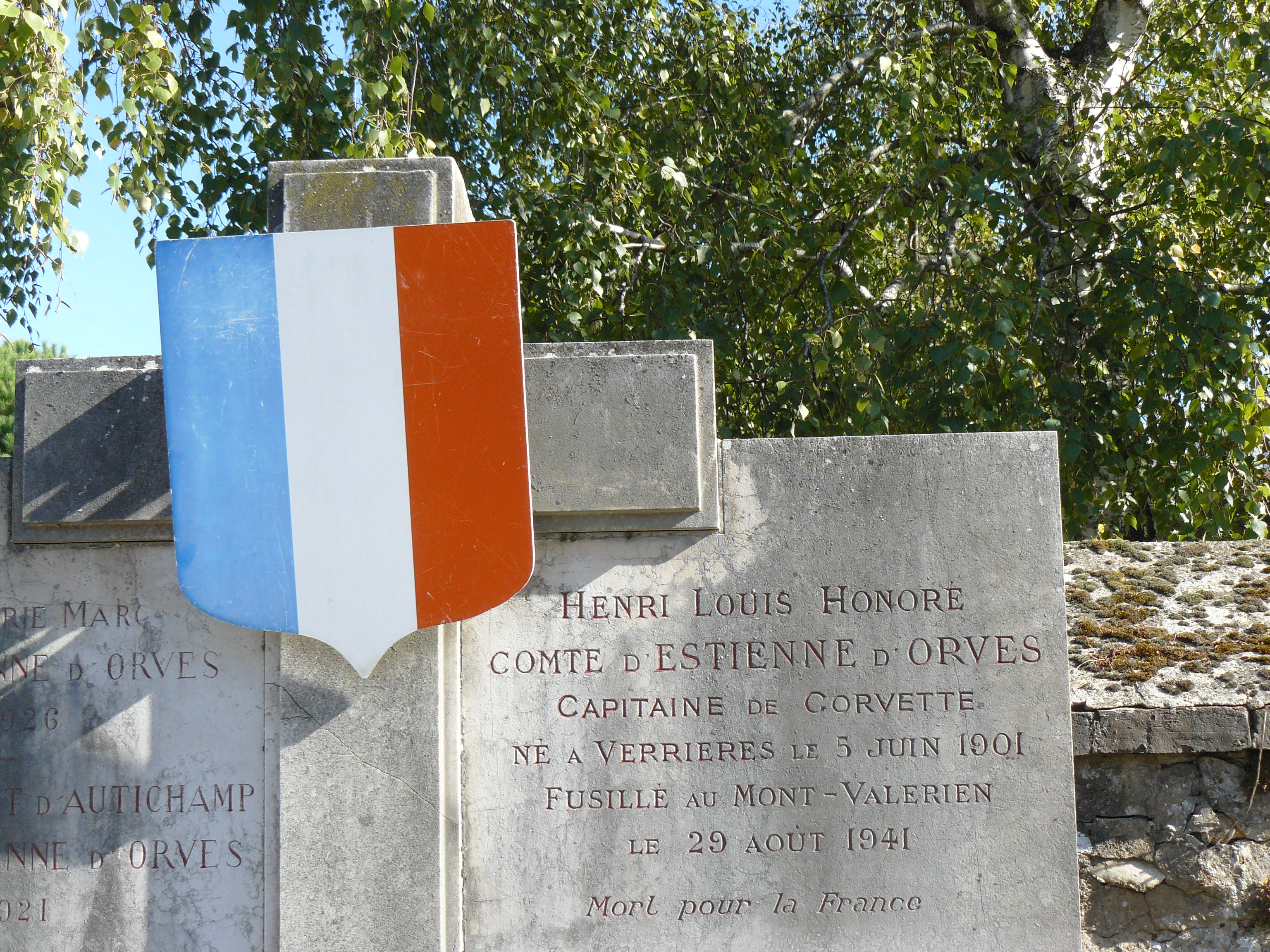
Het graf van Honoré d'Estienne d'Orves in Verrières-le-Buisson

Henri Louis Honoré d'Estienne d'Orves (Verrières-le-Buisson, 5 juni 1901 - Suresnes, 29 augustus 1941) was een Franse marineofficier en verzetsman tijdens de Tweede Wereldoorlog. Hij werd gefusilleerd door de Duitse bezetter.
D'Estienne d'Orves studeerde aan de prestigieuze École polytechnique en volgde daarna een officiersopleiding aan de École navale. Aan het begin van de Tweede Wereldoorlog diende hij op de kruiser Duquesne onder admiraal René-Émile Godfroy. De bemanning van de kruiser werd geïnterneerd door de Britten in Alexandrië. In 1940 slaagde hij erin Engeland te bereiken. Op 22 december 1940 kwam hij met een sloep aan land in de baai van Pors-Loubous in Bretagne. Hij zette in het westen van Frankrijk de verzetsgroep Nemrod op. Op 22 januari 1941 werd hij gearresteerd door de Duitsers. Hij werd gefusilleerd in het Fort van Mont-Valérien.